# Johan Hove
Johan Hove, född 7 september 2000 i Sognal, Norge, är en norsk fotbollsspelare som spelar för AIK i Allsvenskan.

## Klubblagskarriär

### AIK
Hove värvades den 13 februari 2025 av den allsvenska klubben AIK, där han skrev på ett kontrakt fram till och med den 31 december 2028. Enligt flera medier betalade AIK ca 9 miljoner kronor för spelarens underskrift.
Debuten för klubben gjorde han redan dagen efter då han bara några fåtal timmar innan matchstart landade på Arlanda och kastades rakt in i AIK:s startelva i ett 1–1-cupmöte mot Degerfors IF på Strawberry Arena.
Hove gjorde sitt första mål för AIK den 6 april 2025 när han gjorde det avgörandet 4–3-målet i den 91:a matchminuten mot IFK Norrköping, vilket fullbordade lagets 1–3-underläge till vinst.

## Statistik
| Klubb                      | Säsong                     | Liga                       | Liga    | Liga | Nationell cup | Nationell cup | Övrigt  | Övrigt | Totalt  | Totalt |
| Klubb                      | Säsong                     | Division                   | Matcher | Mål  | Matcher       | Mål           | Matcher | Mål    | Matcher | Mål    |
| -------------------------- | -------------------------- | -------------------------- | ------- | ---- | ------------- | ------------- | ------- | ------ | ------- | ------ |
| Sogndal                    | 2016                       | Eliteserien                | 3       | 0    | 0             | 0             | —       | —      | 3       | 0      |
| Sogndal                    | 2017                       | Eliteserien                | 11      | 0    | 2             | 0             | 1       | 0      | 14      | 0      |
| Sogndal                    | 2018                       | 1. divisjon                | 11      | 0    | 1             | 0             | —       | —      | 12      | 0      |
| Sogndal                    | Totalt                     | Totalt                     | 25      | 0    | 3             | 0             | 1       | 0      | 29      | 0      |
| Strømsgodset               | 2018                       | Eliteserien                | 5       | 0    | 0             | 0             | —       | —      | 5       | 0      |
| Strømsgodset               | 2019                       | Eliteserien                | 23      | 2    | 2             | 0             | —       | —      | 25      | 2      |
| Strømsgodset               | 2020                       | Eliteserien                | 30      | 10   | —             | —             | —       | —      | 30      | 10     |
| Strømsgodset               | 2021                       | Eliteserien                | 29      | 6    | 2             | 1             | —       | —      | 31      | 7      |
| Strømsgodset               | 2022                       | Eliteserien                | 30      | 11   | 4             | 0             | —       | —      | 34      | 11     |
| Strømsgodset               | Totalt                     | Totalt                     | 117     | 29   | 8             | 1             | —       | —      | 125     | 30     |
| Groningen                  | 2022/23                    | Eredivisie                 | 18      | 2    | 0             | 0             | —       | —      | 18      | 2      |
| Groningen                  | 2023/24                    | Eerste Divisie             | 34      | 5    | 4             | 0             | —       | —      | 38      | 5      |
| Groningen                  | 2024/25                    | Eredivisie                 | 20      | 0    | 2             | 0             | —       | —      | 22      | 0      |
| Groningen                  | Totalt                     | Totalt                     | 72      | 7    | 6             | 0             | —       | —      | 78      | 7      |
| Karriär Totalt i karriären | Karriär Totalt i karriären | Karriär Totalt i karriären | 214     | 36   | 17            | 1             | 1       | 0      | 232     |        |